# Trilepida joshuai
Espèce
Synonymes
- Leptotyphlops joshuai Dunn, 1944
- Tricheilostoma joshuai (Dunn, 1944)

Statut de conservation UICN

 LC  : Préoccupation mineure
Trilepida joshuai est une espèce de serpents de la famille des Leptotyphlopidae.

## Répartition
Cette espèce est endémique de Colombie. Elle se rencontre dans les départements d'Antioquia et Caldas.

## Étymologie
Cette espèce est nommée en référence au livre de Josué (Joshua en anglais) sur la Bataille de Jéricho. En effet l'holotype, collecté dans la municipalité de Jericó est resté longtemps sans être remarqué.

## Publication originale
- Dunn, 1944 : A review of the Colombian snakes of the families Typhlopidae and Leptotyphlopidae. Caldasia, vol. 3, no 11, p. 47-55 (texte intégral).